# Carl Fredrik Piper
Carl Fredrik Piper est un homme d’État suédois, né en 1700 et mort en 1770. Il est le fils de Carl Piper.

## Source
« Carl Fredrik Piper », dans Pierre Larousse, Grand dictionnaire universel du XIXe siècle, Paris, Administration du grand dictionnaire universel, 15 vol., 1863-1890 [détail des éditions].